# Olympische Jugend-Sommerspiele 2014/Teilnehmer (St. Kitts und Nevis)
| Gelbes Symbol für Goldmedaillen mit stilisierten Olympischen Ringen | Graues Symbol für Silbermedaillen mit stilisierten Olympischen Ringen | Braundes Symbol für Bronzemedaillen mit stilisierten Olympischen Ringen |
| ------------------------------------------------------------------- | --------------------------------------------------------------------- | ----------------------------------------------------------------------- |
| —                                                                   | —                                                                     | —                                                                       |

Die Jugend-Olympiamannschaft aus St. Kitts und Nevis für die II. Olympischen Jugend-Sommerspiele vom 16. bis 28. August 2014 in Nanjing (Volksrepublik China) bestand aus drei Athleten.

## Athleten nach Sportarten

### Leichtathletik
| Mädchen - Kristal Liburd Weitsprung: 5. Platz | Jungen - Akeem Chumney 400 m Hürden: 8. Platz 8 × 100 m Mixed: 61. Platz |

### Tischtennis
Jungen
- T'Anje Johnson
Einzel: 25. Platz
Mixed: 25. Platz (mit Sophia Dong  Neuseeland)